# Retinale ossidasi
La retinale ossidasi è un enzima appartenente alla classe delle ossidoreduttasi, che catalizza la seguente reazione:
retinale + O2 + H2O ⇄ retinoato + H2O2
Potrebbe essere uguale alla aldeide ossidasi (numero EC 1.2.3.1.